# میدان نفتی بوحسا
میدان نفتی بوحسا (انگلیسی: Bu Hasa oil field) از میدان‌های نفتی امارات متحده عربی است، که در غرب ابوظبی قرار دارد.
میدان بوحسا در سال ۱۹۶۲ کشف شد. هم‌اکنون ظرفیت تولید نفت خام این میدان به‌طور متوسط، معادل ۶۰۰ هزار بشکه در روز است. میدان نفتی بوحسا با ذخیره درجای ۶٫۵۲ میلیارد بشکه نفت خام، از میدان‌ها متعلق به شرکت ادنوک است.